# Список птахів Йорданії
Це перелік видів птахів, зафіксованих на території Йорданії. Авіфауна Йорданії налічує загалом 440 видів, з яких 7 були інтродуковані людьми. 22 види перебувають на межі глобального зникнення.

## Позначки
Наступні теги використані для виділення деяких категорій птахів.
- (А) Випадковий — вид, який рідко або випадково трапляється в Йорданії
- (I) Інтродукований — вид, завезений до Йорданії як наслідок, прямих чи непрямих людських дій
- (Ex) Локально вимерлий — вид, який більше не трапляється в Йорданії, хоча його популяції існують в інших місцях
- (X) Вимерлий — вид або підвид, який мешкав у Йорданії, однак повністю вимер.

## Страусоподібні(Struthioniformes)
Родина: Страусові (Struthionidae)
- Страус африканський, Struthio camelus (реінтродукований)[1]
  - Арабський страус, Struthio camelus syriacus (X)

## Гусеподібні(Anseriformes)
Родина: Качкові (Anatidae)
- Гуска сіра, Anser anser
- Гуска білолоба, Anser albifrons (A)
- Гуска мала, Anser erythropus (A)
- Лебідь-шипун, Cygnus olor (A)
- Лебідь чорнодзьобий, Cygnus columbianus (A)
- Лебідь-кликун, Cygnus cygnus (A)
- Каргарка нільська, Alopochen aegyptiacus (I)
- Огар рудий, Tadorna ferruginea (A)
- Галагаз звичайний, Tadorna tadorna
- Чирянка-крихітка індійська, Nettapus coromandelianus (A)
- Чирянка велика, Spatula querquedula
- Широконіска північна, Spatula clypeata
- Нерозень, Mareca strepera
- Качка далекосхідна, Mareca falcata (A)
- Свищ євразійський, Mareca penelope
- Крижень звичайний, Anas platyrhynchos
- Шилохвіст північний, Anas acuta
- Чирянка мала, Anas crecca
- Чирянка вузькодзьоба, Marmaronetta angustirostris
- Чернь червонодзьоба, Netta rufina
- Попелюх звичайний, Aythya ferina
- Чернь білоока, Aythya nyroca
- Чернь чубата, Aythya fuligula
- Морянка, Clangula hyemalis (A)
- Крех середній, Mergus serrator (A)
- Савка американська, Oxyura jamaicensis (I)
- Савка білоголова, Oxyura leucocephala (A)

## Куроподібні(Galliformes)
Родина: Фазанові (Phasianidae)
- Куріпка пустельна, Ammoperdix griseogularis (I)
- Куріпка аравійська, Ammoperdix heyi
- Перепілка звичайна, Coturnix coturnix
- Кеклик кремовогорлий, Alectoris chukar
- Турач туркменський, Francolinus francolinus

## Фламінгоподібні(Phoenicopteriformes)
Родина: Фламінгові (Phoenicopteridae)
- Фламінго рожевий, Phoenicopterus roseus

## Пірникозоподібні(Podicipediformes)
Родина: Пірникозові (Podicipedidae)
- Пірникоза мала, Tachybaptus ruficollis
- Пірникоза велика, Podiceps cristatus
- Пірникоза чорношия, Podiceps nigricollis

## Голубоподібні(Columbiformes)
Родина: Голубові (Columbidae)
- Голуб сизий, Columba livia
- Голуб-синяк, Columba oenas
- Припутень, Columba palumbus (A)
- Горлиця звичайна, Streptopelia turtur
- Горлиця садова, Streptopelia decaocto
- Streptopelia roseogrisea(інші мови) (A)
- Горлиця мала, Spilopelia senegalensis
- Горлиця капська, Oena capensis
- Вінаго жовточеревий, Treron waalia (I)

## Рябкоподібні(Pterocliformes)
Родина: Рябкові (Pteroclidae)
- Рябок білочеревий, Pterocles alchata
- Рябок пустельний, Pterocles exustus (A)
- Рябок сенегальський, Pterocles senegallus
- Рябок чорночеревий, Pterocles orientalis
- Рябок рудоголовий, Pterocles coronatus (A)
- Рябок абісинський, Pterocles lichtensteinii (A)

## Дрохвоподібні(Otidiformes)
Родина: Дрохвові (Otididae)
- Джек східний, Chlamydotis macqueenii

## Зозулеподібні(Cuculiformes)
Родина: Зозулеві (Cuculidae)
- Зозуля чубата, Clamator glandarius
- Зозуля звичайна, Cuculus canorus

## Дрімлюгоподібні(Caprimulgiformes)
Родина: Дрімлюгові (Caprimulgidae)
- Дрімлюга звичайний, Caprimulgus europaeus
- Дрімлюга буланий, Caprimulgus aegyptius
- Дрімлюга нубійський, Caprimulgus nubicus (A)

## Серпокрильцеві(Apodiformes)
Родина: Серпокрильцеві (Apodidae)
- Серпокрилець білочеревий, Apus melba
- Серпокрилець чорний, Apus apus
- Серпокрилець блідий, Apus pallidus
- Серпокрилець малий, Apus affinis

## Журавлеподібні(Gruiformes)
Родина: Пастушкові (Rallidae)
- Пастушок водяний, Rallus aquaticus
- Деркач лучний, Crex crex
- Погонич звичайний, Porzana porzana
- Курочка водяна, Gallinula chloropus
- Лиска звичайна, Fulica atra
- Султанка зеленоспинна, Porphyrio madagascariensis (A)
- Султанка сіроголова, Porphyrio poliocephalus (A)
- Погонич малий, Zapornia parva
- Погонич-крихітка, Zapornia pusilla

Родина: Журавлеві (Gruidae)
- Журавель степовий, Anthropoides virgo (A)
- Журавель білий, Leucogeranus leucogeranus (A)
- Журавель сірий, Grus grus

## Сивкоподібні(Charadriiformes)
Родина: Лежневі (Burhinidae)
- Лежень степовий, Burhinus oedicnemus

Родина: Pluvianidae
- Бігунець єгипетський, Pluvianus aegyptius (A)

Родина: Чоботарові (Recurvirostridae)
- Кулик-довгоніг чорнокрилий, Himantopus himantopus
- Чоботар синьоногий, Recurvirostra avosetta

Родина: Куликосорокові (Haematopodidae)
- Кулик-сорока євразійський, Haematopus ostralegus

Родина: Сивкові (Charadriidae)
- Сивка морська, Pluvialis squatarola
- Сивка звичайна, Pluvialis apricaria (A)
- Сивка бурокрила, Pluvialis fulva (A)
- Чайка чубата, Vanellus vanellus
- Чайка шпорова, Vanellus spinosus
- Чайка чорночуба, Vanellus tectus (A)
- Чайка індійська, Vanellus indicus (A)
- Чайка степова, Vanellus gregarius (A)
- Чайка білохвоста, Vanellus leucurus
- Пісочник товстодзьобий, Charadrius leschenaultii
- Пісочник морський, Charadrius alexandrinus
- Пісочник великий, Charadrius hiaticula
- Пісочник малий, Charadrius dubius
- Хрустан євразійський, Charadrius morinellus

Родина: Мальованцеві (Rostratulidae)
- Мальованець афро-азійський, Rostratula benghalensis (A)

Родина: Баранцеві (Scolopacidae)
- Кульон середній, Numenius phaeopus (A)
- Кульон великий, Numenius arquata
- Грицик малий, Limosa lapponica (A)
- Грицик великий, Limosa limosa
- Крем'яшник звичайний, Arenaria interpres
- Побережник ісландський, Calidris canutus (A)
- Брижач, Calidris pugnax
- Побережник болотяний, Calidris falcinellus
- Побережник червоногрудий, Calidris ferruginea
- Побережник білохвостий, Calidris temminckii
- Побережник білий, Calidris alba (A)
- Побережник чорногрудий, Calidris alpina
- Побережник малий, Calidris minuta
- Баранець малий, Lymnocryptes minimus
- Слуква лісова, Scolopax rusticola (A)
- Баранець великий, Gallinago media (A)
- Баранець звичайний, Gallinago gallinago
- Баранець азійський, Gallinago stenura (A)
- Мородунка, Xenus cinereus (A)
- Плавунець круглодзьобий, Phalaropus lobatus
- Набережник палеарктичний, Actitis hypoleucos
- Коловодник лісовий, Tringa ochropus
- Коловодник чорний, Tringa erythropus
- Коловодник великий, Tringa nebularia
- Коловодник ставковий, Tringa stagnatilis
- Коловодник болотяний, Tringa glareola
- Коловодник звичайний, Tringa totanus

Родина: Крабоїдові (Dromadidae)
- Крабоїд, Dromas ardeola (A)

Родина: Дерихвостові (Glareolidae)
- Бігунець пустельний, Cursorius cursor
- Дерихвіст лучний, Glareola pratincola
- Дерихвіст степовий, Glareola nordmanni (A)

Родина: Поморникові (Stercorariidae)
- Поморник антарктичний, Stercorarius maccormicki (A)
- Поморник середній, Stercorarius pomarinus (A)
- Поморник короткохвостий, Stercorarius parasiticus
- Поморник довгохвостий, Stercorarius longicaudus (A)

Родина: Мартинові (Laridae)
- Мартин трипалий, Rissa tridactyla (A)
- Мартин вилохвостий, Xema sabini (A)
- Мартин тонкодзьобий, Chroicocephalus genei
- Мартин сіроголовий, Chroicocephalus cirrocephalus (A)
- Мартин звичайний, Chroicocephalus ridibundus
- Мартин малий, Hydrocoloeus minutus (A)
- Мартин середземноморський, Ichthyaetus melanocephalus (A)
- Мартин червономорський, Ichthyaetus leucophthalmus
- Мартин аденський, Ichthyaetus hemprichii (A)
- Мартин каспійський, Ichthyaetus ichthyaetus
- Мартин сіроногий, Ichthyaetus audouinii (A)
- Мартин сизий, Larus canus
- Larus michahellis
- Мартин жовтоногий, Larus cachinnans
- Мартин севанський, Larus armenicus
- Мартин чорнокрилий, Larus fuscus
- Мартин полярний, Larus hyperboreus (A)
- Мартин морський, Larus marinus (A)
- Крячок бурокрилий, Onychoprion anaethetus
- Крячок малий, Sternula albifrons
- Крячок чорнодзьобий, Gelochelidon nilotica
- Крячок каспійський, Hydroprogne caspia
- Крячок чорний, Chlidonias niger
- Крячок білокрилий, Chlidonias leucopterus
- Крячок білощокий, Chlidonias hybrida
- Крячок річковий, Sterna hirundo
- Крячок полярний, Sterna paradisaea (A)
- Крячок аравійський, Sterna repressa
- Крячок жовтодзьобий, Thalasseus bergii (A)
- Крячок рябодзьобий, Thalasseus sandvicensis
- Крячок бенгальський, Thalasseus bengalensis (A)

## Фаетоноподібні(Phaethontiformes)
Родина: Фаетонові (Phaethontidae)
- Фаетон червонодзьобий, Phaethon aethereus (A)

## Гагароподібні(Gaviiformes)
Родина: Гагарові (Gaviidae)
- Гагара чорношия, Gavia arctica

## Буревісникоподібні(Procellariiformes)
Родина: Океанникові (Oceanitidae)
- Океанник Вільсона, Oceanites oceanicus (A)

Родина: Буревісникові (Procellariidae)
- Тайфунник м'якоперий, Pterodroma mollis (A)
- Тайфунник атлантичний, Pterodroma incerta (A)
- Буревісник тихоокеанський, Calonectris leucomelas (A)
- Буревісник середземноморський, Calonectris diomedea
- Буревісник світлоногий, Ardenna carneipes (A)
- Буревісник сивий, Ardenna griseus

## Лелекоподібні(Ciconiiformes)
Родина: Лелекові (Ciconiidae)
- Лелека чорний, Ciconia nigra
- Лелека білий, Ciconia ciconia
- Лелека-тантал африканський, Mycteria ibis (A)

## Сулоподібні(Suliformes)
Родина: Фрегатові (Fregatidae)
- Фрегат-арієль, Fregata ariel (A)

Родина: Сулові (Sulidae)
- Сула білочерева, Sula leucogaster
- Сула атлантична, Morus bassanus (A)

Родина: Змієшийкові (Anhingidae)
- Змієшийка африканська, Anhinga rufa

Родина: Бакланові (Phalacrocoracidae)
- Баклан малий, Microcarbo pygmeus
- Баклан великий, Phalacrocorax carbo

## Пеліканоподібні(Pelecaniformes)
Родина: Пеліканові (Pelecanidae)
- Пелікан рожевий, Pelecanus onocrotalus
- Пелікан африканський, Pelecanus rufescens (A)

Родина: Чаплеві (Ardeidae)
- Бугай водяний, Botaurus stellaris
- Бугайчик звичайний, Ixobrychus minutus
- Чапля сіра, Ardea cinerea
- Чапля чорноголова, Ardea melanocephala (A)
- Чапля-велетень, Ardea goliath (A)
- Чапля руда, Ardea purpurea
- Чепура велика, Ardea alba
- Чепура середня, Ardea intermedia (A)
- Чепура мала, Egretta garzetta
- Чапля рифова, Egretta gularis
- Чапля єгипетська, Bubulcus ibis
- Чапля жовта, Ardeola ralloides
- Чапля мангрова, Butorides striata (A)
- Квак звичайний, Nycticorax nycticorax

Родина: Ібісові (Threskiornithidae)
- Коровайка бура, Plegadis falcinellus
- Ібіс-лисоголов марокканський, Geronticus eremita (A)
- Косар білий, Platalea leucorodia

## Яструбоподібні(Accipitriformes)
Родина: Скопові (Pandionidae)
- Скопа, Pandion haliaetus

Родина: Яструбові (Accipitridae)
- Шуліка чорноплечий, Elanus caeruleus
- Ягнятник, Gypaetus barbatus
- Стерв'ятник, Neophron percnopterus
- Осоїд євразійський, Pernis apivorus
- Осоїд чубатий, Pernis ptilorhynchus (A)
- Гриф чорний, Aegypius monachus (A)
- Гриф африканський, Torgos tracheliotos
- Сип білоголовий, Gyps fulvus
- Terathopius ecaudatus(інші мови) (A)
- Змієїд блакитноногий, Circaetus gallicus
- Підорлик малий, Clanga pomarina
- Підорлик великий, Clanga clanga (A)
- Орел-карлик, Hieraaetus pennatus
- Орел степовий, Aquila nipalensis
- Могильник східний, Aquila heliaca
- Беркут, Aquila chrysaetos
- Орел кафрський, Aquila verreauxii
- Орел-карлик яструбиний, Aquila fasciata
- Лунь очеретяний, Circus aeruginosus
- Лунь польовий, Circus cyaneus
- Лунь степовий, Circus macrourus
- Лунь лучний, Circus pygargus
- Яструб коротконогий, Accipiter brevipes
- Яструб малий, Accipiter nisus
- Яструб великий, Accipiter gentilis
- Шуліка рудий, Milvus milvus (A)
- Шуліка чорний, Milvus migrans
- Зимняк, Buteo lagopus (A)
- Канюк звичайний, Buteo buteo
- Канюк степовий, Buteo rufinus

## Совоподібні(Strigiformes)
Родина: Сипухові (Tytonidae)
- Сипуха крапчаста, Tyto alba

Родина: Совові (Strigidae)
- Сплюшка євразійська, Otus scops
- Пугач палеарктичний, Bubo bubo
- Пугач пустельний, Bubo ascalaphus
- Пугач-рибоїд бурий, Ketupa zeylonensis (Ex)
- Сич хатній, Athene noctua
- Сова сіра, Strix aluco
- Сова бліда, Strix hadorami
- Сова вухата, Asio otus
- Сова болотяна, Asio flammeus

## Bucerotiformes
Родина: Одудові (Upupidae)
- Одуд, Upupa epops

## Сиворакшоподібні(Coraciiformes)
Родина: Рибалочкові (Alcedinidae)
- Рибалочка блакитний, Alcedo atthis
- Альціон білогрудий, Halcyon smyrnensis
- Рибалочка строкатий, Ceryle rudis

Родина: Бджолоїдкові (Meropidae)
- Merops cyanophrys(інші мови)
- Бджолоїдка зелена, Merops persicus
- Бджолоїдка звичайна, Merops apiaster'

Родина: Сиворакшові (Coraciidae)
- Сиворакша євразійська, Coracias garrulus

## Дятлоподібні(Piciformes)
Родина: Дятлові (Picidae)
- Крутиголовка звичайна, Jynx torquilla
- Дятел сирійський, Dendrocopos syriacus

## Соколоподібні(Falconiformes)
Родина: Соколові (Falconidae)
- Боривітер степовий, Falco naumanni
- Боривітер звичайний, Falco tinnunculus
- Кібчик червононогий, Falco vespertinus
- Підсоколик Елеонори, Falco eleonorae (A)
- Підсоколик сірий, Falco concolor
- Підсоколик малий, Falco columbarius
- Підсоколик великий, Falco subbuteo
- Ланер, Falco biarmicus
- Балабан, Falco cherrug
- Сапсан, Falco peregrinus

## Папугоподібні(Psittaciformes)
Родина: Psittaculidae
- Папуга Крамера, Psittacula krameri (I)

## Горобцеподібні(Passeriformes)
Родина: Вивільгові (Oriolidae)
- Вивільга звичайна, Oriolus oriolus

Родина: Сорокопудові (Laniidae)
- Сорокопуд терновий, Lanius collurio
- Lanius phoenicuroides(інші мови)
- Сорокопуд рудохвостий, Lanius isabellinus (A)
- Сорокопуд довгохвостий, Lanius schach (A)
- Сорокопуд сірий, Lanius excubitor
- Сорокопуд чорнолобий, Lanius minor
- Сорокопуд білолобий, Lanius nubicus
- Сорокопуд червоноголовий, Lanius senator

Родина: Воронові (Corvidae)
- Сойка звичайна, Garrulus glandarius
- Галка звичайна, Corvus monedula
- Ворона індійська, Corvus splendens
- Грак, Corvus frugilegus (A)
- Ворона сіра, Corvus cornix
- Крук пустельний, Corvus ruficollis
- Крук короткохвостий, Corvus rhipidurus
- Крук звичайний, Corvus corax

Родина: Синицеві (Paridae)
- Синиця блакитна, Cyanistes caeruleus
- Синиця велика, Parus major

Родина: Ремезові (Remizidae)
- Ремез звичайний, Remiz pendulinus

Родина: Жайворонкові (Alaudidae)
- Пікір великий, Alaemon alaudipes
- Жайворонок товстодзьобий, Ramphocoris clotbey
- Жайворонок вохристий, Ammomanes cinctura
- Жайворонок пустельний, Ammomanes deserti
- Жервінчик білолобий, Eremopterix nigriceps (A)
- Жайворонок рогатий, Eremophila alpestris
- Жайворонок близькосхідний, Eremophila bilopha
- Жайворонок малий, Calandrella brachydactyla
- Жайворонок двоплямистий, Melanocorypha bimaculata
- Жайворонок степовий, Melanocorypha calandra
- Жайворонок аравійський, Eremalauda eremodites
- Жайворонок сірий, Alaudala rufescens
- Alaudala heinei
- Жайворонок лісовий, Lullula arborea
- Жайворонок польовий, Alauda arvensis
- Посмітюха звичайна, Galerida cristata

Родина: Тамікові (Cisticolidae)
- Принія афро-азійська, Prinia gracilis
- Таміка віялохвоста, Cisticola juncidis

Родина: Очеретянкові (Acrocephalidae)
- Берестянка мала, Iduna caligata (A)
- Берестянка бліда, Iduna pallida
- Берестянка пустельна, Hippolais languida
- Берестянка оливкова, Hippolais olivetorum
- Берестянка звичайна, Hippolais icterina (A)
- Очеретянка прудка, Acrocephalus paludicola (A)
- Очеретянка тонкодзьоба, Acrocephalus melanopogon
- Очеретянка лучна, Acrocephalus schoenobaenus
- Очеретянка садова, Acrocephalus dumetorum (A)
- Очеретянка чагарникова, Acrocephalus palustris (A)
- Очеретянка ставкова, Acrocephalus scirpaceus
- Очеретянка велика, Acrocephalus arundinaceus (A)
- Очеретянка південна, Acrocephalus stentoreus

Родина: Кобилочкові (Locustellidae)
- Кобилочка річкова, Locustella fluviatilis
- Кобилочка солов'їна, Locustella luscinioides (A)
- Кобилочка-цвіркун, Locustella naevia (A)

Родина: Ластівкові (Hirundinidae)
- Ластівка берегова, Riparia riparia
- Ластівка скельна, Ptyonoprogne rupestris
- Ластівка афро-азійська, Ptyonoprogne fuligula
- Ластівка сільська, Hirundo rustica
- Ластівка даурська, Cecropis daurica
- Ластівка міська, Delichon urbicum

Родина: Бюльбюлеві (Pycnonotidae)
- Бюльбюль аравійський, Pycnonotus xanthopygos
- Бюльбюль рудогузий, Pycnonotus leucotis (A)

Родина: Вівчарикові (Phylloscopidae)
- Вівчарик жовтобровий, Phylloscopus sibilatrix
- Вівчарик золотогузий, Phylloscopus orientalis
- Вівчарик лісовий, Phylloscopus inornatus (A)
- Вівчарик іранський, Phylloscopus neglectus (A)
- Вівчарик весняний, Phylloscopus trochilus
- Вівчарик-ковалик, Phylloscopus collybita

Родина: Вертункові (Scotocercidae)
- Вертунка, Scotocerca inquieta

Родина: Cettiidae
- Очеретянка середземноморська, Cettia cetti

Родина: Кропив'янкові (Sylviidae)
- Кропив'янка чорноголова, Sylvia atricapilla
- Кропив'янка садова, Sylvia borin
- Кропив'янка пустельна, Curruca nana
- Кропив'янка рябогруда, Sylvia nisoria
- Кропив'янка прудка, Sylvia curruca
- Кропив'янка аравійська, Curruca leucomelaena
- Кропив'янка товстодзьоба, Curruca crassirostris
- Кропив'янка кіпрська, Curruca melanothorax
- Кропив'янка біловуса, Curruca mystacea
- Кропив'янка Рюпеля, Curruca ruppeli
- Кропив'янка червоновола, Sylvia cantillans
- Кропив'янка середземноморська, Sylvia melanocephala
- Кропив'янка сіра, Sylvia communis
- Кропив'янка піренейська, Curruca conspicillata

Родина: Leiothrichidae
- Кратеропа аравійська, Argya squamiceps

Родина: Золотомушкові (Regulidae)
- Золотомушка жовточуба, Regulus regulus (A)

Родина: Стінолазові (Tichodromidae)
- Стінолаз, Tichodroma muraria (A)

Родина: Воловоочкові (Troglodytidae)
- Волове очко, Troglodytes troglodytes

Родина: Шпакові (Sturnidae)
- Шпак звичайний, Sturnus vulgaris
- Шпак рожевий, Pastor roseus
- Майна індійська, Acridotheres tristis (I)
- Моріо аравійський, Onychognathus tristramii

Родина: Дроздові (Turdidae)
- Дрізд-омелюх, Turdus viscivorus
- Дрізд співочий, Turdus philomelos
- Дрізд білобровий, Turdus iliacus (A)
- Дрізд чорний, Turdus merula
- Чикотень, Turdus pilaris
- Дрізд гірський, Turdus torquatus (A)

Родина: Мухоловкові (Muscicapidae)
- Мухоловка сіра, Muscicapa striata
- Альзакола чорна, Cercotrichas podobe (A)
- Соловейко рудохвостий, Cercotrichas galactotes
- Вільшанка, Erithacus rubecula
- Соловейко білогорлий, Irania gutturalis
- Соловейко східний, Luscinia luscinia
- Соловейко західний, Luscinia megarhynchos
- Синьошийка, Luscinia svecica
- Мухоловка мала, Ficedula parva
- Мухоловка кавказька, Ficedula semitorquata
- Мухоловка строката, Ficedula hypoleuca
- Мухоловка білошия, Ficedula albicollis
- Горихвістка звичайна, Phoenicurus phoenicurus
- Горихвістка чорна, Phoenicurus ochruros
- Скеляр строкатий, Monticola saxatilis
- Скеляр синій, Monticola solitarius
- Трав'янка лучна, Saxicola rubetra
- Трав'янка європейська, Saxicola rubicola
- Трав'янка білошия, Saxicola maurus (A)
- Кам'янка звичайна, Oenanthe oenanthe
- Кам'янка попеляста, Oenanthe isabellina
- Кам'янка білогруда, Oenanthe monacha
- Кам'янка пустельна, Oenanthe deserti
- Кам'янка строката, Oenanthe melanoleuca
- Кам'янка кіпрська, Oenanthe cypriaca
- Кам'янка рудогуза, Oenanthe moesta
- Oenanthe melanura(інші мови)
- Oenanthe leucopyga(інші мови)
- Oenanthe finschii(інші мови)
- Oenanthe lugens
- Oenanthe xanthoprymna (A)

Родина: Нектаркові (Nectariniidae)
- Маріка палестинська, Cinnyris osea

Родина: Астрильдові (Estrildidae)
- Сріблодзьоб індійський, Euodice malabarica (I)

Родина: Тинівкові (Prunellidae)
- Тинівка альпійська, Prunella collaris (A)
- Тинівка передньоазійська, Prunella ocularis (A)
- Тинівка лісова, Prunella modularis

Родина: Горобцеві (Passeridae)
- Горобець хатній, Passer domesticus
- Горобець чорногрудий, Passer hispaniolensis
- Горобець месопотамський, Passer moabiticus
- Горобець лимонногорлий, Gymnornis xanthocollis (A)
- Горобець скельний, Petronia petronia
- Горобець короткопалий, Carpospiza brachydactyla

Родина: Плискові (Motacillidae)
- Плиска гірська, Motacilla cinerea
- Плиска жовта, Motacilla flava
- Плиска жовтоголова, Motacilla citreola
- Плиска біла, Motacilla alba
- Щеврик азійський, Anthus richardi
- Щеврик довгодзьобий, Anthus similis
- Щеврик забайкальський, Anthus godlewskii (A)
- Щеврик польовий, Anthus campestris
- Щеврик лучний, Anthus pratensis
- Щеврик лісовий, Anthus trivialis
- Щеврик оливковий, Anthus hodgsoni (A)
- Щеврик червоногрудий, Anthus cervinus
- Щеврик гірський, Anthus spinoletta
- Щеврик американський, Anthus rubescens (A)

Родина: В'юркові (Fringillidae)
- Зяблик звичайний, Fringilla coelebs
- В'юрок, Fringilla montifringilla
- Костогриз звичайний, Coccothraustes coccothraustes
- Чечевиця євразійська, Carpodacus erythrinus (A)
- Чечевиця бліда, Carpodacus synoicus
- Bucanetes githagineus
- Rhodospiza obsoleta
- Зеленяк звичайний, Chloris chloris
- Коноплянка, Linaria cannabina
- Шишкар ялиновий, Loxia curvirostra
- Щиглик звичайний, Carduelis carduelis
- Щедрик європейський, Serinus serinus
- Щедрик королівський, Serinus pusillus (A)
- Serinus syriacus
- Чиж лісовий, Spinus spinus

Родина: Вівсянкові (Emberizidae)
- Вівсянка чорноголова, Emberiza melanocephala
- Просянка, Emberiza calandra
- Вівсянка гірська, Emberiza cia
- Вівсянка звичайна, Emberiza citrinella
- Вівсянка білоголова, Emberiza leucocephalos (A)
- Вівсянка сіра, Emberiza cineracea
- Вівсянка садова, Emberiza hortulana
- Вівсянка сивоголова, Emberiza caesia
- Вівсянка строкатоголова, Emberiza striolata
- Вівсянка очеретяна, Emberiza schoeniclus
- Вівсянка-крихітка, Emberiza pusilla (A)
- Вівсянка-ремез, Emberiza rustica (A)